# Hettenschlag
Hettenschlag település Franciaországban, Haut-Rhin megyében. Lakosainak száma 346 fő (2022. január 1.). Hettenschlag Weckolsheim, Dessenheim, Wolfgantzen, Appenwihr, Logelheim és Sainte-Croix-en-Plaine községekkel határos.

## Népesség
A település népességének változása:
| Lakosok száma | 335  | 337  | 346  | 331  | 328  | 327  | 332  | 335  | 346  |
|               | 2013 | 2015 | 2016 | 2017 | 2018 | 2019 | 2020 | 2021 | 2022 |